# Rodrigo Rivera (Fußballspieler, 1983)
Rodrigo Osvaldo Rivera Godoy (* 3. Dezember 1983 in Coquimbo) ist ein ehemaliger chilenischer Fußballspieler. Der Innenverteidiger bestritt ein Länderspiel für die chilenische Fußballnationalmannschaft.

## Karriere

### Verein
Rodrigo Rivera, auch Toti genannt, begann 2003 seine Profikarriere bei Coquimbo Unido und wechselte 2007 zu Universidad de Chile. In der Apertura 2009 gewann er mit La U die Meisterschaft. Im Folgejahr wechselte er, nachdem sein Vertrag aufgelöst wurde, zum CD Huachipato. Anschließend spielte er noch für Ñublense und Curicó Unido, wo er 2012 seine Karriere beendete.

### Nationalmannschaft
Rodrigo Rivera bestritt im Mai 2007 sein einziges Länderspiel beim Freundschaftsspiel gegen Kuba.

## Erfolge
Universidad de Chile
- Chilenischer Meister: 2009-A